# Natação no Campeonato Mundial de Esportes Aquáticos de 2023 - 100 m livre feminino
A disputa na modalidade 100 metros livre feminino de Natação no Campeonato Mundial de Esportes Aquáticos de 2023 fora realizada nos dias 27 e 28 de julho de 2023 na Marine Messe Fukuoka em Fukuoka, no Japão. Ao todo, 79 nadadoras de 74 Comitês Olímpicos Nacionais estavam previstas para participarem do evento. Mollie O'Callaghan, nadadora australiana, tornou-se bicampeã mundial do evento.

## Formato da competição
A competição consiste em três rodadas: eliminatórias, semifinais e final. As nadadoras com os 16 melhores tempos nas baterias preliminares avançam as semifinais. Já as nadadoras com os 8 melhores tempos nas semifinais avançam a final. Desempates (swim-offs) são utilizados conforme necessário para quebrar os empates de avanço a próxima rodada.

## Calendário
Todos os horários estão na Hora legal japonesa (UTC+9).
| Data                | Horário | Fase          |
| ------------------- | ------- | ------------- |
| 27 de julho de 2023 | 10:32   | Eliminatórias |
| 27 de julho de 2023 | 20:11   | Semifinais    |
| 28 de julho de 2023 | 20:02   | Final         |

## Recordes
Antes desta competição, os recordes mundiais e do campeonato nesta prova eram os seguintes:
| Tipo                  | Atleta         | Tempo  | Local     | Data                |
| --------------------- | -------------- | ------ | --------- | ------------------- |
|                       | Sarah Sjöström | 51s 71 | Budapeste | 23 de julho de 2017 |
| Recorde do campeonato | Sarah Sjöström | 51s 71 | Budapeste | 23 de julho de 2017 |

## Medalhistas
| Ouro                           | Prata                       | Bronze                             |
| Mollie O'Callaghan · Austrália | Siobhán Haughey · Hong Kong | Marrit Steenbergen · Países Baixos |

## Resultados

### Eliminatórias
As eliminatórias foram realizadas no dia 27 de julho com início às 20:02.
| Pos. | Bateria | Raia | Nadadora                 | CON                      | Tempo   | Notas            |
| ---- | ------- | ---- | ------------------------ | ------------------------ | ------- | ---------------- |
| 1    | 7       | 4    | Siobhán Haughey          | Hong Kong                | 53.15   | Q                |
| 2    | 8       | 5    | Abbey Weitzeil           | Estados Unidos           | 53.25   | Q                |
| 3    | 6       | 4    | Emma McKeon              | Austrália                | 53.40   | Q                |
| 4    | 7       | 3    | Marie Wattel             | França                   | 53.59   | Q                |
| 5    | 6       | 2    | Michelle Coleman         | Suécia                   | 53.72   | Q                |
| 6    | 6       | 5    | Marrit Steenbergen       | Países Baixos            | 53.82   | Q                |
| 7    | 8       | 4    | Mollie O'Callaghan       | Austrália                | 54.01   | Q                |
| 8    | 8       | 3    | Cheng Yujie              | China                    | 54.11   | Q                |
| 9    | 6       | 6    | Stephanie Balduccini     | Brasil                   | 54.15   | Q                |
| 10   | 6       | 3    | Beryl Gastaldello        | França                   | 54.16   | Q                |
| 11   | 8       | 5    | Kate Douglass            | Estados Unidos           | 54.41   | Q                |
| 12   | 8       | 6    | Yang Junxuan             | China                    | 54.45   | Q                |
| 13   | 7       | 8    | Sofia Morini             | Itália                   | 54.50   | Q                |
| 14   | 6       | 1    | Aimee Canny              | África do Sul            | 54.60   | Q                |
| 15   | 8       | 2    | Signe Bro                | Dinamarca                | 54.61   | Q                |
| 16   | 7       | 6    | Rikako Ikee              | Japão                    | 54.67   | Q                |
| 17   | 6       | 8    | Snæfríður Jórunnardóttir | Islândia                 | 54.74   | Recorde nacional |
| 17   | 7       | 2    | Kalia Antoniou           | Chipre                   | 54.74   |                  |
| 19   | 6       | 7    | Kornelia Fiedkiewicz     | Polónia                  | 54.82   |                  |
| 20   | 8       | 8    | Hur Yeon-kyung           | Coreia do Sul            | 54.97   |                  |
| 21   | 7       | 1    | Barbora Seemanová        | Chéquia                  | 55.04   |                  |
| 22   | 8       | 7    | Janja Šegel              | Eslovênia                | 55.17   |                  |
| 23   | 5       | 5    | Jillian Crooks           | Ilhas Caimã              | 55.32   | Recorde nacional |
| 24   | 6       | 0    | Elisbet Gámez            | Cuba                     | 55.40   |                  |
| 25   | 7       | 0    | Carmen Weiler Sastre     | Espanha                  | 55.46   |                  |
| 26   | 8       | 0    | Victoria Catterson       | Irlanda                  | 55.56   |                  |
| 27   | 5       | 3    | Anicka Delgado           | Equador                  | 55.57   |                  |
| 28   | 8       | 1    | Roos Vanotterdijk        | Bélgica                  | 55.89   |                  |
| 29   | 8       | 9    | Chelsey Edwards          | Nova Zelândia            | 56.04   |                  |
| 30   | 5       | 4    | Teresa Ivan              | Eslováquia               | 56.16   |                  |
| 31   | 6       | 9    | Quah Ting Wen            | Singapura                | 56.52   |                  |
| 32   | 7       | 9    | Nina Kost                | Suíça                    | 56.60   |                  |
| 33   | 5       | 2    | Inés Marín               | Chile                    | 56.90   | Recorde nacional |
| 34   | 4       | 5    | Elisabeth Timmer         | Aruba                    | 57.86   |                  |
| 35   | 5       | 6    | Maddy Moore              | Bermudas                 | 58.01   |                  |
| 36   | 5       | 7    | Mia Blazhevska Eminova   | Macedônia do Norte       | 58.05   |                  |
| 37   | 5       | 9    | Ani Poghosyan            | Armênia                  | 58.80   |                  |
| 38   | 4       | 2    | Zaylie Thompson          | Bahamas                  | 58.86   |                  |
| 39   | 1       | 9    | Maria Brunlehner         | Federação suspensa       | 59.00   |                  |
| 40   | 5       | 1    | Maxine Egner             | Botswana                 | 59.02   |                  |
| 41   | 4       | 3    | Adriana Giles            | Bolívia                  | 59.17   |                  |
| 42   | 4       | 4    | Mya Azzopardi            | Malta                    | 59.27   |                  |
| 43   | 5       | 8    | Sabrina Lyn              | Jamaica                  | 59.38   |                  |
| 44   | 4       | 7    | Kirabo Namutebi          | Uganda                   | 59.50   |                  |
| 45   | 4       | 8    | Tilly Collymore          | Granada                  | 59.85   |                  |
| 46   | 4       | 1    | Paige van der Westhuizen | Zimbabwe                 | 1:00.12 |                  |
| 47   | 4       | 6    | Mariel Mencia            | República Dominicana     | 1:00.13 |                  |
| 48   | 5       | 0    | Isabella Alas            | El Salvador              | 1:00.58 |                  |
| 49   | 4       | 0    | Aleka Persaud            | Guiana                   | 1:00.67 |                  |
| 50   | 3       | 2    | Aunjelique Liddie        | Antígua e Barbuda        | 1:01.07 |                  |
| 51   | 3       | 3    | Georgia-Leigh Vele       | Papua-Nova Guiné         | 1:01.17 |                  |
| 52   | 1       | 0    | Asma Lefalher            | Brunei                   | 1:01.18 |                  |
| 53   | 4       | 9    | Jehanara Nabi            | Paquistão                | 1:01.39 |                  |
| 54   | 3       | 4    | Mariam Mithqal           | Jordânia                 | 1:01.69 |                  |
| 54   | 3       | 8    | Mia Lee                  | Guam                     | 1:01.69 |                  |
| 56   | 3       | 5    | Dorcas Abeng             | Nigéria                  | 1:01.81 |                  |
| 57   | 1       | 1    | Katie Rock               | Albânia                  | 1:01.89 |                  |
| 58   | 3       | 0    | Makelyta Singsombath     | Laos                     | 1:01.90 |                  |
| 59   | 3       | 9    | Duana Lama               | Nepal                    | 1:01.93 |                  |
| 60   | 3       | 6    | Kaiya Brown              | Samoa                    | 1:02.01 |                  |
| 61   | 1       | 8    | Mya de Freitas           | São Vicente e Granadinas | 1:02.19 |                  |
| 62   | 3       | 7    | Jovana Kuljaca           | Montenegro               | 1:02.31 |                  |
| 63   | 1       | 4    | Hayley Wong              | Brunei                   | 1:03.48 |                  |
| 64   | 2       | 4    | Charissa Panuve          | Tonga                    | 1:03.51 |                  |
| 65   | 3       | 1    | Anastasiya Morginshtern  | Turquemenistão           | 1:03.86 |                  |
| 66   | 1       | 7    | Sophia Latiff            | Tanzânia                 | 1:04.47 |                  |
| 67   | 2       | 5    | Saba Sultan              | Kuwait                   | 1:05.49 |                  |
| 68   | 2       | 3    | Tayamika Chang'Anamuno   | Malawi                   | 1:06.58 |                  |
| 69   | 1       | 6    | Mashael Al-Ayed          | Arábia Saudita           | 1:07.66 |                  |
| 70   | 2       | 1    | Simanga Dlamini          | Essuatíni                | 1:07.78 |                  |
| 71   | 2       | 7    | Rana Saadeldin           | Sudão                    | 1:08.38 |                  |
| 72   | 1       | 3    | Kayla Hepler             | Ilhas Marshall           | 1:09.01 |                  |
| 73   | 2       | 9    | Loane Russet             | Vanuatu                  | 1:10.17 |                  |
| 74   | 2       | 2    | Yuri Hosei               | Palau                    | 1:10.20 |                  |
| 75   | 2       | 6    | Iman Kouraogo            | Burquina Fasso           | 1:10.65 |                  |
| 76   | 1       | 5    | Alia Ishimwe             | Burundi                  | 1:13.45 |                  |
| 77   | 2       | 8    | Imelda Ximenes           | Timor-Leste              | 1:17.14 |                  |
| 78   | 1       | 2    | Mariama Sow              | Guiné                    | DNS     | DNS              |
| 78   | 2       | 0    | Abbi Illis               | São Martinho             | DNS     | DNS              |
| 78   | 7       | 7    | Petra Senánszky          | Hungria                  | DNS     | DNS              |

#### Swim-off
O swim-off para determinar a primeiro reserva foi realizado no dia 27 de julho às 12:05.
| Pos. | Raia | Nadadora                 | CON      | Tempo | Notas |
| ---- | ---- | ------------------------ | -------- | ----- | ----- |
| 1    | 4    | Snæfríður Jórunnardóttir | Islândia | 54.87 |       |
| 1    | 5    | Kalia Antoniou           | Chipre   | 55.07 |       |

### Semifinais
As semifinais foram realizadas no dia 27 de julho com início às 20:11.
| Pos. | Bateria | Raia | Nadadora             | CON            | Tempo | Notas |
| ---- | ------- | ---- | -------------------- | -------------- | ----- | ----- |
| 1    | 1       | 3    | Marrit Steenbergen   | Países Baixos  | 52.82 | Q     |
| 2    | 2       | 6    | Mollie O'Callaghan   | Austrália      | 52.86 | Q     |
| 3    | 2       | 4    | Siobhán Haughey      | Hong Kong      | 52.90 | Q     |
| 4    | 2       | 5    | Emma McKeon          | Austrália      | 53.00 | Q     |
| 5    | 1       | 4    | Abbey Weitzeil       | Estados Unidos | 53.36 | Q     |
| 6    | 2       | 7    | Kate Douglass        | Estados Unidos | 53.38 | Q     |
| 7    | 2       | 3    | Michelle Coleman     | Suécia         | 53.41 | Q     |
| 8    | 1       | 7    | Yang Junxuan         | China          | 53.67 | Q     |
| 9    | 1       | 5    | Marie Wattel         | França         | 53.83 |       |
| 10   | 1       | 6    | Cheng Yujie          | China          | 53.92 |       |
| 11   | 2       | 8    | Signe Bro            | Dinamarca      | 53.94 |       |
| 12   | 1       | 2    | Beryl Gastaldello    | França         | 54.49 |       |
| 13   | 2       | 2    | Stephanie Balduccini | Brasil         | 54.69 |       |
| 14   | 2       | 1    | Sofia Morini         | Itália         | 54.72 |       |
| 15   | 1       | 8    | Rikako Ikee          | Japão          | 54.86 |       |
| 16   | 1       | 1    | Aimee Canny          | África do Sul  | 54.87 |       |

### Final
A final fora realizada no dia 28 de julho às 22:02
| Pos.              | Raia | Nadadora           | CON            | Tempo | Notas |
| ----------------- | ---- | ------------------ | -------------- | ----- | ----- |
| Medalha de ouro   | 5    | Mollie O'Callaghan | Austrália      | 52.16 |       |
| Medalha de prata  | 3    | Siobhán Haughey    | Hong Kong      | 52.49 |       |
| Medalha de bronze | 4    | Marrit Steenbergen | Países Baixos  | 52.71 |       |
| 4                 | 7    | Kate Douglass      | Estados Unidos | 52.81 |       |
| 5                 | 6    | Emma McKeon        | Austrália      | 52.83 |       |
| 6                 | 2    | Abbey Weitzeil     | Estados Unidos | 53.34 |       |
| 7                 | 1    | Michelle Coleman   | Suécia         | 53.83 |       |
| 8                 | 8    | Yang Junxuan       | China          | 54.09 |       |

Legenda
| Recorde mundial       | Recorde mundial (World record)               |                       | Recorde africano                      | Recorde africano (African) |                                           | Q | Classificado por posição (Qualified) |
| Recorde do campeonato | Recorde do campeonato (Championship record)  | Recorde da América    | Recorde da América (Americas)         | q                          | Classificado por melhor tempo (Qualified) |   |                                      |
| Melhor marca do ano   | Melhor marca do ano (World leading)          | Recorde asiático      | Recorde asiático (Asian)              | DNS                        | Não largou (Did not start)                |   |                                      |
| Recorde nacional      | Recorde nacional (National record)           | Recorde europeu       | Recorde europeu (European)            | DNF                        | Não terminou (Did not finish)             |   |                                      |
| Recorde pessoal       | Recorde pessoal do atleta (Personal best)    | Recorde da Oceania    | Recorde da Oceania (Oceania)          | DSQ / DQ                   | Desclassificado (Disqualified)            |   |                                      |
| Recorde da temporada  | Recorde da temporada do atleta (Season best) | Recorde sul-americano | Recorde sul-americano (South America) | NM                         | Sem marca (No mark)                       |   |                                      |